# Iszkaszentgyörgy
Iszkaszentgyörgy é um município da Hungria, situado no condado de Fejér. Tem 26,27 km² de área e sua população em 2015 foi estimada em 1.940 habitantes.